# Theoderich Hagn
Theoderich (Theodorich) Georg Hagn (* 23. März 1816 in Untergriesbach; † 29. August 1872 in Lambach) war Benediktiner und von 1858 bis 1872 Abt des Stiftes Lambach.

## Leben
Georg Hagn wurde am 23. März 1816 um 3 Uhr früh als Sohn der ledigen Griesbacher Bader- und Chirurgentochter Josepha Popp in Untergriesbach Nr. 80 (heute Marktstraße 23) in Bayern geboren. Sein Vater war der ledige Hafnergeselle Mathias Hag(e)n aus Obernzell bei Passau. Die ersten beiden Lebensjahre verbrachte Georg bei seiner Mutter in deren Elternhaus, bis die Eltern 1818 in der oberösterreichischen Hofmark Kasten an der Donau ein kleines landwirtschaftliches Anwesen mit Töpfergerechtsame erwarben. Die Eltern heirateten am 21. April 1818 in der Pfarrkirche von Vichtenstein und legitimierten damit ihren Erstgeborenen, dem noch 13 weitere Geschwister folgten. Die Volksschule besuchte Georg in Griesbach, Obernzell und Vichtenstein. Ab Herbst 1828 wechselte er nach Linz, wo er sich den humanistischen Studien widmete. Mit vortrefflichen Zeugnissen vollendete er 1834 das Gymnasium und studierte zwei Jahre lang mit glänzenden Prüfungserfolgen Philosophie am Linzer Lyzeum. Am 21. September 1836 wurde er im Benediktinerstift Kremsmünster eingekleidet, studierte 1837–1840 in Linz Theologie und band sich am 29. September 1840 in der ewigen Profess mit dem Klosternamen Theodorich an die Klostergemeinschaft. Am 24. Juli 1841 erhielt er in Linz die Priesterweihe und feierte am 10. August in Obernzell bei Passau seine Primiz. Ab 1841 wirkte er in Kremsmünster als Archivar, ab 1846 als Kustos der Stiftskirche und ab 1850 bis zu seiner Ernennung zum Abt von Lambach als Novizenmeister.
Von 1857 bis 1859 begleitete er Kardinal Friedrich zu Schwarzenberg als Sekretär bei der Apostolischen Visitation der österreichischen Benediktinerklöster. Gegen den Willen der Lambacher Mönche ernannte Kardinal Schwarzenberg seinen Sekretär am 8. September 1858 zum Abt des Benediktinerstiftes Lambach. Am 13. Dezember 1858 bestätigte der Apostolische Stuhl die Ernennung, woraufhin sich der gesamte Lambacher Konvent aus Protest säkularisieren ließ.

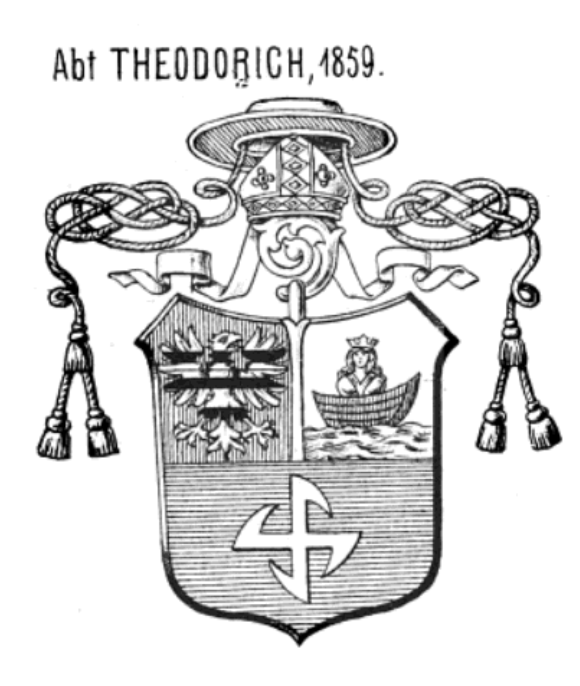
Äbte-Wappen Theodorichs, 1859 (Siebmachers Wappenbuch, 1882)

Am 17. März 1859 in Lambach zum Abt geweiht, beabsichtigte Abt Theoderich mit Mönchen aus anderen Klöstern und Ordensgemeinschaften (St. Bonifaz in München, Metten, Kremsmünster, Pannonhalma in Ungarn, Stams, St. Florian) das monastische Leben wiederzubeleben und in Lambach ein Reformkloster zu errichten. Ab 1859 ließ er die wichtigsten Klosterräume restaurieren (Refektorium, Loreto- und Sakramentskapelle, Winterchor, Kapitelsaal, Ambulatorium, Kreuzgang), legte einen Konventfriedhof im Kreuzgang an und vergrößerte den Bibliotheksbestand. Zur Verbesserung der Seelsorge belebte er alte Vereine und gründete neue (1863 die Bruderschaft von der ewigen Anbetung, 1877 die Erzbruderschaft sowie die Rosenkranz- und Loretobruderschaft). Im Jahr 1861 kaufte er den Niederhof in Mayrlambach, gründete eine Sparkasse in Lambach sowie eine Künstlerschule und ein Sängerknabeninstitut im Stift. Zudem holte er 1864 Borromäerinnen aus Prag nach Stadl-Paura und unterstützte die Gründung des Klosters Nazareth.
Obwohl Abt Theoderich aufgrund der strengeren Klosterdisziplin nach außen hin wenig in Erscheinung trat, wurde er dennoch zweimal in den Lambacher Gemeindeausschuss gewählt. Gezeichnet von den Schwierigkeiten, starb er verbittert und vergrämt am 29. August 1872 um 23.30 Uhr im Stift Lambach an einer Herzbeutelentzündung. Seine letzte Ruhestätte fand er im Konventfriedhof. Sein Nachfolger wurde der ehemalige Stamser Zisterzienser und Theologieprofessor Johannes Lasser von Zollheim, der sein Reformwerk weiterführte.

## Schriften
- Die vorzüglichsten Leistungen der Abtei Kremsmünster. Ein Beitrag zur Klosterfrage. Huemer, Linz 1848.
- Über den Benedictiner-Orden. Unbefangenen Staatsbürgern vorgelegt. Fr. Beck, Wien 1848.
- Das Wirken der Benediktiner-Abtei Kremsmünster für Wissenschaft, Kunst und Jugendbildung. Ein Beitrag zur Literatur- und Kulturgeschichte Österreichs. Haslinger, Linz 1848.
- Beten und Betteln. Vortrag, gehalten bei der allgemeinen Versammlung des katholischen Vereins der Diözese Linz zu Steyr im August 1852. Johann Huemer’s Witwe, Linz 1852.
- Urkundenbuch für die Geschichte des Benedictiner Stiftes Kremsmuenster, seiner Pfarreien und Besitzungen vom Jahre 777 bis 1400. Hof- und Staatsdruckerei, Wien 1852.
- Urkundenbuch für die Geschichte des Benedictinerstiftes Kremsmünster, seiner Pfarreien und Besitzungen vom Jahre 777 bis 1748. Hof- und Staatsdruckerei, Wien 1853.
- Necrologium Cremifanense seu perscriptio Religiosorum in Monasterio Cremifanensi O.S.B. Austriae superioris ab anno 1600 usque 1857 defunctorum. M. Auer, Wien 1858.
- Ordensstand und Klöster. Zur Aufklärung. Sartori, Wien und Gran 1868.